# Xã Liberty, Quận Tipton, Indiana
Xã Liberty (tiếng Anh: Liberty Township) là một xã thuộc quận Tipton, tiểu bang Indiana, Hoa Kỳ. Năm 2010, dân số của xã này là 2.471 người.